# Siergiej Abakumow
Siergiej Andriejewicz Abakumow (ros. Сергей Андреевич Абакумов, ur. we wrześniu 1894 we wsi Koposowo w guberni niżnonowogrodzkiej, zm. 1972) – funkcjonariusz radzieckich służb specjalnych.

## Życiorys
W latach 1915–1917 służył w rosyjskiej armii, w marcu 1917 został członkiem SDPRR(b), w 1917 wstąpił do Czerwonej Gwardii, później do sierpnia 1918 dowodził oddziałem partyzanckim w Kiem i Chołmogorach w guberni archangielskiej, od sierpnia 1918 do lutego 1920 pracował w obozie koncentracyjnym na wyspie Mudjug w guberni archangielskiej. W marcu 1920 został komisarzem archangielskiej gubernialnej Czeki, potem do maja 1921 był komendantem łagrów na Wyspach Sołowieckich w guberni archangielskiej, w 1921 komendantem chołmogorskich łagrów Czeki, a od września do listopada 1921 komendantem punktu przejściowego. Od listopada 1921 do listopada 1922 kierował kancelarią ogólną niżnonowogrodzkiej gubernialnej Czeki, jednocześnie od stycznia do marca 1922 był pełnomocnikiem punktu informacyjnego i od marca do września 1922 pomocnikiem pełnomocnika kniagininskiego biura politycznego GPU w guberni niżnonowogrodzkiej, od września 1922 do lutego 1923 pomocnikiem pełnomocnika GPU na powiat siemionowski w guberni niżnonowogrodzkiej, a w marcu 1923 pomocnikiem pełnomocnika Wydziału V Niżnonowogrodzkiego Gubernialnego Oddziału GPU. Od marca 1923 do lutego 1924 ponownie był pomocnikiem pełnomocnika GPU na powiat siemionowski, jednocześnie od stycznia do kwietnia 1923 przewodniczącym komisji rewizyjnej siemionowskiego oddziału niżnonowogrodzkiego gubernialnego komisariatu wojennego, od listopada 1923 do lutego 1924 przewodniczącym komisji rewizyjnej jednolitego stowarzyszenia spożywców, a od lutego 1924 do grudnia 1925 był pomocnikiem i p.o. szefa wydziału ekonomicznego i pełnomocnikiem niżnonowogrodzkiego gubernialnego oddziału GPU na powiat siergaczski. Od grudnia 1925 do marca 1928 był pełnomocnikiem niżnonowogrodzkiego gubernialnego oddziału GPU na powiat wietłuski, od marca 1928 do czerwca 1929 pełnomocnikiem OGPU w rejonie sormowskim w Niżnym Nowogrodzie, potem szefem Okręgowego Oddziału GPU w Nogińsku, w 1941 dowodził oddziałem partyzanckim w rejonie odincowskim w obwodzie moskiewskim.